# Костный морфогенетический белок
Костные морфогенетические белки (BMPs; bone morphogenetic proteins) — это группа факторов роста (также иногда относимых к цитокинам), первоначально открыты благодаря их способности воздействовать на формирование кости и хряща. Сейчас показано, что белки BMP — одна из основных групп морфогенетических сигнальных белков, которые организуют построение тканей в теле. Важность BMP иллюстрируется тем, что нарушения их работы связаны с многочисленными патологиями. Особенно часто нарушения регуляции сигнальной системы BMP встречаются при раковых заболеваниях. Отсутствие сигнализирования  BMP — это, например, важный фактор развития рака толстой кишки, а переизбыток BMP-сигналов может стать причиной воспаления пищевода, провоцирует возникновение "пищевода Баррета" и, таким образом, играет важную роль в проявлении аденокарциномы пищевода.

## Виды
Первоначально были открыты семь таких белков. Из них шесть(BMP2-BMP7) относится к  суперсемейству трансформирующего ростового фактора-бета. BMP1 — это металлопротеаза.
С тех пор открыли ещё 13 видов белков BMP. Таким образом, сейчас известно  двадцать видов BMP.

## Применение
BMP сейчас производят с помощью методов генной инженерии. Операции в ротовой полости и ортопедические операции существенно выиграли от появления на рынке препаратов BMP.
BMP также нашёл применение в регенерационной медицине. Поскольку стимуляцию роста с помощью BMP необходимо локализовать и поддерживать несколько недель, BMP помещают в костный имплантат, откуда он постепенно поступает к месту перелома для улучшения остеогенеза. Управлением по контролю за продуктами и лекарствами США в данный момент разрешены к применению в медицинской практике (переломы длинных трубчатых костей, восстановление  межпозвоночного диска) два BMP-продукта.  Это Infuse BMP-2 (Medtronic) и OP-1 BMP-7 (Stryker Biotech). Infuse-продукт был также разрешён для применения в некоторых областях стоматологии, однако компанию Medtronic обвинили в необъективности при проведении исследований для продвижения своего продукта на рынок. Хотя продукт выполняет своё предназначение, после имплантации он часто вызывает раздражение кожи и мышечной ткани вокруг.

## Функции
BMP воздействуют на клетки через специфические рецепторы на их поверхности, которые называются BMP-рецепторы (BMPR).
Сигнальные пути, включающие BMP, BMPR и SMAD, играют важную роль в развитии сердца, центральной нервной системы и хряща, а также в постнатальном развитии кости.
Они играют важную роль в эмбриональном развитии, в развитии зародыша и раннем формировании скелета. По существу, нарушение передачи сигналов BMP может влиять на строение всего организма развивающегося зародыша. Например, BMP4 и его ингибиторы NOG и хордин помогают регулировать полярность зародыша (то есть формирование передне-задней оси тела).
Мутации в BMP и их ингибиторах обуславливают ряд болезней человека, затрагивающих скелет.
Некоторые BMP также называются "морфогенетическими белками хрящевой ткани" (CDMP), в то время как остальные относятся к «факторам роста и дифференцировки» (GDF)

## Открытие
Для детального изучения истории открытия и выделения BMP рекомендуется прочитать книгу A. H. Reddi "Bone Morphogenetic Proteins: an Unconventional Approach to Isolation of First Mammalian Morphogens" издательства Cytokine и отчеты по ростовым факторам.
Со времён Гиппократа было известно, что кости имеют большой потенциал к восстановлению. Николас Сен, хирург медицинского института в Чикаго, описал использование антисептических  декальцинированных костных имплантатов в лечении остеомиелита и некоторых костных деформаций. Пьер Лакро предположил, что существует гипотетическая субстанция, стимулирующая рост кости.
Биологическая теория о костном морфогенезе была развита доктором Marshall R. Urist. Urist сделал ключевое открытие: установил, что деминерализованные части кости стимулируют остеогенез. Это открытие было опубликовано в 1995 году в журнале Science. M. Urist предложил название «Bone morphogenetic protein» в научной литературе в  Journal of Dental Research в 1971 году. Marshall Urist умер 4 февраля 2001 года. Дань уважения ему и его исследованиям была отдана в журнале Journal of Bone and Joint Surger.
Костная индукция - это непрерывный многоэтапный процесс. Ключевыми ступенями являются  хемотаксис, митоз и дифференцировка.
В ранних исследованиях H. Reddi определил последовательность процессов при костном морфогенезе. На основе этого труда казалось вероятным, что морфогены присутствуют в костном матриксе. Используя набор биопроб для формирования кости, он провел исследование по выделению и очистке предполагаемых BMP.
Главным камнем преткновения в выделении и очистке BMP была нерастворимость деминерализованного костного матрикса. Чтобы преодолеть это препятствие, H. Reddi и Kuber Sampath использовали диссоциирующие экстракты, такие как 4M гуанидин HCL или 1% SDS. Эта работа стала прорывом на пути к окончательной очистке BMP в лаборатории H. Reddi, а также позволило клонировать ген BMP (John Wozney и его коллеги).

## Список BMP
BMP1
BMP1 не относится к семейству белков TGF-β. Это металлопротеаза, которая  воздействует на проколлаген I, II, и III. Участвует в развитии хряща. Хромосома: 8; локализация: 8p21.
BMP2
Воздействует на образование хряща и кости. Играет ключевую роль в дифференцировке остеобластов. Хромосома: 20; локализация: 20р12.
BMP3
Воздействует на образование кости. Хромосома: 14; локализация: 14р22.
BMP4
Регулируют образование зубов, конечностей. Также играют роль в заживлении переломов. Хромосома: 14; локализация: 14q22-q23.
BMP5
Играет роль в развитии хряща. Хромосома: 6; локализация: 6p12.1.
BMP6
Контролирует гомеостаз с помощью регуляции гепсидина. Хромосома: 6; локализация: 6p12.1.
BMP7
Играет ключевую роль в дифференцировке остеобластов. Также стимулирует образование SMAD1. Хромосома: 20; локализация: 20q13.
BMP8а
Участвует в развитии кости и хряща. Хромосома: 1; локализация: 1p35-p32.
BMP8b
Экспрессируется в гиппокампе. Хромосома: 1; локализация: 1p35-p32.
BMP10
Может играть роль в образовании перегородок в сердце эмбриона. Хромосома: 2; локализация: 2p14.
BMP15
Может играть роль в развитии ооцитов и фолликулов. Хромосома: Х; локализация: Xp11.2.

## BMP-рецепторы
Рецепторы костных морфогенетических белков (BMP-receptors) — семейство трансмембранных киназ, включающее в себя два рецептора I типа (BMPR1A и BMPR1B), а также рецептор II типа BMPR2. К соответствующим типам относятся также активиновые рецепторы ACVR1 и ACVR2. Лиганды относятся к суперсемейству TGF-beta. Рецептор II типа связывается с лигандом в отсутствие рецептора I типа.

### BMPR1A
BMPR1A (англ. bone morphogenetic protein receptor, type IA, также CD292) — белок, кодируемый у человека геном BMPR1A.
Было доказано, что BMPR1A играет роль в дифференцировке клеток, в процессах апоптоза и развитии адипоцитов.
Лиганды-агонисты: BMP2, BMP4, BMP6, BMP7, GDF6.

### BMPR1B
BMPR1B (англ. bone morphogenetic protein receptor, type B) кодируется в ДНК человека геном BMPR1B и связывается с
костными морфогенетическими белками, членами группы TGF beta-лигандов. Задействован в образовании костной ткани, клеточном росте и дифференцировке клеток. После связывания с лигандом для запуска сигнального каскада нужно, чтобы BMPR1B-рецептор связался с BMP-рецептором второго типа (BMP type 2 receptor). В результате формируется сложный рецепторный комплекс, состоящий из двух рецепторов первого и двух — второго типа.
Содержится в гранулезных клетках человека и животных и играет важную роль в образовании фолликулов яичника.

## Применение в клинической практике
Белки группы BMP потенциально полезны в терапии сочленений позвонков. BMP-2 и BMP-7 хорошо проявили себя в клинических исследованиях для лечения разных видов костных патологий, включая медленное срастание и несрастание. BMP-2 и BMP-7 были одобрены Управлением по контролю за продуктами и лекарствами США и допущены для клинического применения при лечении людей. Стандартный курс лечения BMP стоит от $6000 до $10,000, что существенно дороже других методов, таких как костная пластика, однако дешевле стоимости процедур, необходимых в многоступенчатой ортопедической хирургии.
BMP-7 также недавно нашли применение в лечении хронических заболеваний почек. Компания Curis преуспела в разработке BMP-7 для этих целей.  В 2001 году  Curis выдал лицензию на производство BMP-7 компании Ortho Biotech Products, дочерней компании Johnson & Johnson.